# I Cried for You/Just like Heaven
Az I Cried for You egy dal a grúz származású brit énekesnőtől, és második kislemeze második albumáról, a Piece by Piece-ről. A kislemez egy dupla A-oldalas lemez, Melua egyik saját szerzeményével, az I Cried for You-val, és egy The Cure feldolgozással, a Just like Heaven-nel, az utóbbi a Just Like Heaven című film betétdala volt, az I Cried for You pedig Jézusról és Mária Magdolnáról szól.

## Videóklip
A klip egy öltözőhöz, szalonhoz hasonló szobában játszódik. Egy nő, kinek arcát nem láthatjuk az egész videó alatt, egy tárolót tol az utolsó székben ülő férfihez. Ahogy a dal elkezdődik, a férfi énekel, arcát, mely egy maszk, a nő leszedi  részenként, és a tárolóba teszi – a maszk alatt Melua volt. Ő tovább énekel, majd a nő az ő arcát is lassan leveszi, mely nem maszk – a már leszedett szája és szeme még a tárolón is tovább mozog. Melua arca alatt ismét a férfi volt, aki megkönnyebbülten sóhajt, mikor arcáról lekerül Melua arca, melynek részeit a nő végül beteszi a tárolóba, és eltolja.

## Dalok
1. I Cried for You (Katie Melua)
2. Just like Heaven (Simon Gallup, Robert Smith)
3. Pictures on a Video Screen (Mike Batt)

## Slágerlisták
Csak I Cried For You:
| Slágerlista (2005/2006)                   | Eredmény |
| ----------------------------------------- | -------- |
| Hollandiai kislemez slágerlisták          | 29       |
| Egyesült Királysági kislemez slágerlisták | 35       |

Dupla A-oldalas I Cried for You/Just like Heaven:
| Slágerlista (2005/2006)                  | Eredmény |
| ---------------------------------------- | -------- |
| Belgiumi kislemez slágerlista            | 50       |
| Írországi kislemez slágerlista           | 45       |
| Egyesült Királysági kislemez slágerlista | 42       |

Csak Just like Heaven:
| Slágerlista (2006)                           | Eredmény |
| -------------------------------------------- | -------- |
| U.S. Billboard Hot Adult Contemporary Tracks | 40       |